# Jüdischer Friedhof (Braunsbach)

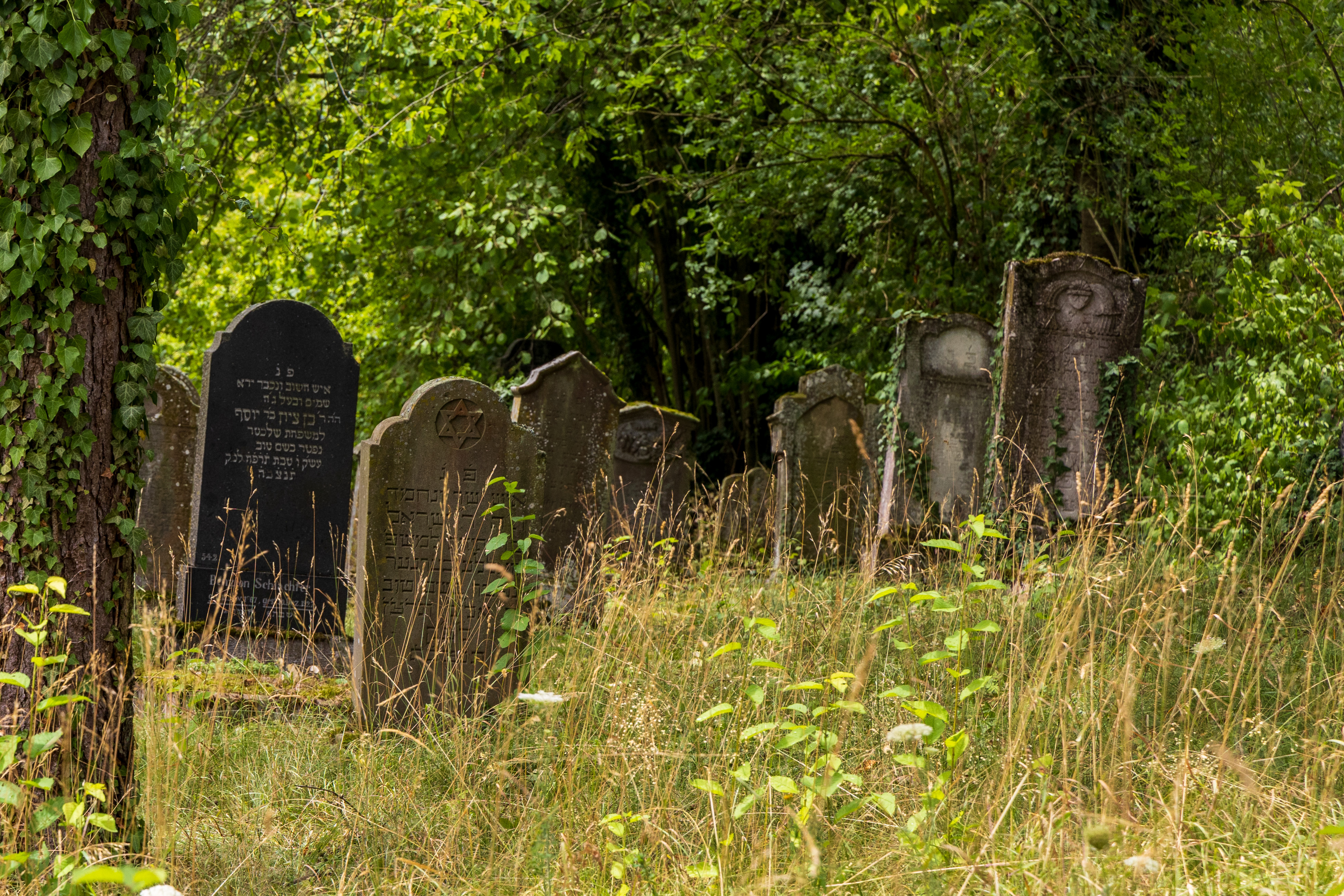
Jüdischer Friedhof in Braunsbach

Der Jüdische Friedhof Braunsbach ist ein jüdischer Friedhof in Braunsbach, einer Gemeinde im Landkreis Schwäbisch Hall im nördlichen Baden-Württemberg.
Die Toten der jüdischen Gemeinde Braunsbach wurden zunächst auf dem jüdischen Friedhof Berlichingen beigesetzt. 1738 wurde ein eigener Friedhof am Waldrand angelegt. Der Friedhof hat eine Fläche von 7,92 Ar und heute sind noch 398 Grabsteine vorhanden. Der älteste Grabstein stammt von 1747/48, die letzte Bestattung fand 1938 statt.
Eine Hinweistafel und ein Gedenkstein für die in der Zeit des Nationalsozialismus ermordeten Braunsbacher Juden befinden sich auf dem Friedhof.